# Liste der Kulturdenkmäler in Saulheim
In der Liste der Kulturdenkmäler in Saulheim sind alle Kulturdenkmäler der rheinland-pfälzischen Ortsgemeinde Saulheim aufgeführt. Grundlage ist die Denkmalliste des Landes Rheinland-Pfalz (Stand: 25. März 2025).

## Denkmalzonen
| Bezeichnung          | Lage                               | Baujahr                 | Beschreibung | Bild            |
| -------------------- | ---------------------------------- | ----------------------- | --- | --------------- |
| Denkmalzone Friedhof | Nieder-Saulheim, Neupforte 22 Lage | 19. und 20. Jahrhundert | auf dem Friedhof: - ehemalige Leichenwagenhalle, zweiteiliger neugotischer Bau mit Jugendstilelementen, bezeichnet 1905; - neue Trauerhalle, Flachdachbau mit aufgesetztem Zeltdach, geometrische Betonglasfenster, 1965, Architekt Heinz Stoppelbein, Mainz; - jüdischer Friedhof: fünf Grabdenkmäler, 1926 bis 1938; - Ehrenmal für die Teilnehmer der Kriege von 1866, 1870/71 einschließlich Veteranensteinen für Kriegsteilnehmer 1914/18; - Kriegerdenkmal 1914/18, Kunststein-Anlage, 1930er Jahre; - römischer Sarkophag, 3./4. Jahrhundert | Fotos hochladen |

## Einzeldenkmäler
| Bezeichnung                              | Lage                                                                              | Baujahr                              | Beschreibung | Bild                           |
| ---------------------------------------- | --------------------------------------------------------------------------------- | ------------------------------------ | --- | ------------------------------ |
| Wohnhaus                                 | Nieder-Saulheim, Am Eisenborn 10 Lage                                             | 17. Jahrhundert                      | stattlicher Krüppelwalmdachbau, teilweise Fachwerk (verputzt), 17. Jahrhundert                                                                      | Fotos hochladen                |
| Wohnhaus                                 | Nieder-Saulheim, Am Eisenborn 23 Lage                                             | 1920er Jahre                         | ein- bis zweigeschossiges Doppelwohnhaus, Mansardwalm- bzw. Walmdach, Heimatstil, 1920er Jahre                                                      | Fotos hochladen                |
| Rathaus                                  | Nieder-Saulheim, Auf dem Römer 8 Lage                                             | 1571                                 | Rathaus, im Kern aus dem 16. Jahrhundert (bezeichnet 1571), um 1722 überformt, Renaissance-Treppenturm; platz- und ortsbildprägend                  | Fotos hochladen                |
| Hofanlage                                | Nieder-Saulheim, Auf dem Römer 9 Lage                                             | 1619                                 | Hofanlage; zwei Fachwerkhäuser, teilweise Zierfachwerk, 1619 und um 1720; im Keller wohl die ehemalige Mikwe, 13. Jahrhundert                       | Fotos hochladen                |
| Sängerhalle                              | Nieder-Saulheim, Bahnhofstraße 22 Lage                                            | um 1905/10                           | gotisierender Putzbau, 1904, Architekt Großherzoglicher Kreisbauinspektor Kessel, Oppenheim; mit bauzeitlicher Einfriedung                          | Fotos hochladen                |
| Bahnhof Saulheim                         | Nieder-Saulheim, Bahnhofstraße 35 Lage                                            | um 1871                              | dreigeschossiger gründerzeitlicher Klinkerbau, um 1880/90 f.; Empfangsgebäude mit Dienstraum und Güterschuppen, um 1871                             | weitere Bilder Fotos hochladen |
| Wohnhaus                                 | Nieder-Saulheim, Heileckergasse 3/5 Lage                                          | um 1600                              | stattliches Fachwerkhaus, teilweise massiv, um 1600, Torbogen bezeichnet 1615                                                                       | Fotos hochladen                |
| Wohnhaus                                 | Nieder-Saulheim, Heileckergasse 52, Ostergasse 37 Lage                            | Anfang des 18. Jahrhunderts          | barockes Fachwerk-Doppelhaus, teilweise massiv, Anfang des 18. Jahrhunderts                                                                         | Fotos hochladen                |
| Hofanlage                                | Nieder-Saulheim, Hintergasse 1 Lage                                               | 1697                                 | Dreiseithof; barockes Wohnhaus, teilweise Zierfachwerk, 17. oder 18. Jahrhundert; städtebaulich bedeutend                                           | Fotos hochladen                |
| Hofanlage                                | Nieder-Saulheim, Hintergasse 2a Lage                                              | erste Hälfte des 18. Jahrhunderts    | Vierseithof; barockes Fachwerkhaus, teilweise massiv, erste Hälfte des 18. Jahrhunderts                                                             | Fotos hochladen                |
| Wohnhaus                                 | Nieder-Saulheim, Im Vogelgesang 2 Lage                                            | um 1700                              | barockes Fachwerkhaus, teilweise massiv, um 1700 | Fotos hochladen                |
| Altes Haus                               | Nieder-Saulheim, Im Vogelgesang 7 Lage                                            | 16. Jahrhundert                      | FMAssivbau, teilweise mit Zierfachwerk, 16. Jahrhundert                                                                                             | Fotos hochladen                |
| Gasthaus Rheinischer Hof                 | Nieder-Saulheim, Neupforte 1 Lage                                                 | 1584                                 | ehemaliges Gasthaus „Rheinischer Hof“; Fachwerkbau, verkleidet, bezeichnet 1584 und 1723, rückwärtig Tanzsaal, Fachwerk, Mitte des 19. Jahrhunderts | weitere Bilder Fotos hochladen |
| Evangelische Kirche                      | Nieder-Saulheim, Neupforte 2 Lage                                                 | 1885/86                              | dreischiffige neugotische Hallenkirche, Sandsteinquader, 1885/86; Architekt Heinrich von Schmidt, München                                           | weitere Bilder Fotos hochladen |
| Wohnhaus                                 | Nieder-Saulheim, Neupforte 9 Lage                                                 | um 1700                              | barockes Fachwerkhaus, teilweise massiv, um 1700 | Fotos hochladen                |
| Amtshaus                                 | Nieder-Saulheim, Neupforte 11 Lage                                                | um 1600                              | Renaissancebau, um 1600, Umbau 1903 | Fotos hochladen                |
| Wohnhaus                                 | Nieder-Saulheim, Ostergasse 17 Lage                                               | 17. Jahrhundert                      | barockes Fachwerkhaus, teilweise massiv, 17. Jahrhundert                                                                                            | Fotos hochladen                |
| Schloss der Herren von Dienheim          | Nieder-Saulheim, Schlossgässchen 12/14 Lage                                       | 1588                                 | Renaissancebau, bezeichnet 1588, Dachstuhl datiert 1588, Veränderungen im 19. Jahrhundert; Scheune, frühes 19. Jahrhundert                          | Fotos hochladen                |
| Katholische Pfarrkirche St. Bartholomäus | Nieder-Saulheim, Weedengasse 1 Lage                                               | 1871–73                              | neugotischer Sandsteinquadersaal, 1871–73; Kruzifix, frühes 20. Jahrhunderts                                                                        | weitere Bilder Fotos hochladen |
| Katholisches Pfarrhaus                   | Nieder-Saulheim, Weedengasse 4 Lage                                               | Mitte des 18. Jahrhunderts           | spätbarocker Krüppelwalmdachbau, teilweise Fachwerk, Mitte des 18. Jahrhunderts; Barockmadonna, Anfang des 18. Jahrhunderts                         | Fotos hochladen                |
| Hofanlage                                | Nieder-Saulheim, Weedengasse 8 Lage                                               | um 1800                              | Hakenhof; Fachwerkhaus, teilweise massiv, um 1800; Backsteinscheune, bezeichnet 1908                                                                | Fotos hochladen                |
| Wohnhaus                                 | Nieder-Saulheim, Weedengasse 11 Lage                                              | 18. Jahrhundert                      | barockes Fachwerkhaus, teilweise massiv, 18. Jahrhundert                                                                                            | Fotos hochladen                |
| Kriegerdenkmal                           | Nieder-Saulheim, Weedengasse, zwischen den Kirchen Lage                           | letztes Viertel des 19. Jahrhunderts | Kriegerdenkmal 1870/71, Sandstein, Germania, letztes Viertel des 19. Jahrhunderts                                                                   | Fotos hochladen                |
| Wasserbehälter Nieder-Saulheim           | Nieder-Saulheim, nordwestlich des Orts; Flur Ober dem Norenberg Lage              | 1905                                 | historisierender Bossenquadertypenbau, bezeichnet 1905                                                                                              | weitere Bilder Fotos hochladen |
| Bildstock                                | Nieder-Saulheim, südöstlich des Orts an der L 401; Flur Am Heiligen Häuschen Lage | 14. oder 15. Jahrhundert             | Pfeiler mit übergiebelten Bogennischen, wohl spätmittelalterlich                                                                                    | weitere Bilder Fotos hochladen |
| Zehnthof                                 | Ober-Saulheim, Hasselgasse 10 Lage                                                | Mitte des 18. Jahrhunderts           | barocker Krüppelwalmdachbau, teilweise Fachwerk, Mitte des 18. Jahrhunderts                                                                         | Fotos hochladen                |
| Hofanlage                                | Ober-Saulheim, Nieder-Saulheimer Straße 2 Lage                                    | 18. Jahrhundert                      | Dreiseithof; barockes Fachwerkhaus, teilweise massiv, 18. Jahrhundert, Veränderungen im 19. Jahrhundert                                             | Fotos hochladen                |
| Evangelische Pfarrkirche                 | Ober-Saulheim, Wörrstädter Straße 5 Lage                                          | 1808/09                              | Saalbau, 1808/09, historisierender Westturm 1901/02; im ehemaligen Kirchhof Taufsteinfragment, um 1510; ortsbildprägend                             | weitere Bilder Fotos hochladen |
| Wasserbehälter Ober-Saulheim             | Ober-Saulheim, nördlich des Ortes; Flur Am Hasenrech/Zu Hauben Lage               | 1905                                 | historisierender Bossenquadertypenbau, bezeichnet 1905                                                                                              | weitere Bilder Fotos hochladen |
| Langer Stein                             | Ober-Saulheim, südlich des Ortes an der L 401; Flur In der Wolfskaute Lage        | um 1500 v. Chr.                      | bronzezeitlicher Menhir, um 1500 v. Chr.; spätgotische Figurennische                                                                                | weitere Bilder Fotos hochladen |

## Ehemalige Kulturdenkmäler
| Bezeichnung               | Lage                                    | Baujahr                     | Beschreibung                                                                                  | Bild            |
| ------------------------- | --------------------------------------- | --------------------------- | --------------------------------------------------------------------------------------------- | --------------- |
| Wohn- und Geschäftshäuser | Nieder-Saulheim, Auf dem Römer 1/3 Lage | Anfang des 19. Jahrhunderts | zwei Fachwerkhäuser, teilweise massiv, Anfang des 19. Jahrhunderts; aus Denkmalliste gelöscht | Fotos hochladen |